# Lady Gaga húsruhája

Lady Gaga a nyers marhahúsból készült ruhájában a 2010-es MTV Video Music Awards gálán.

Lady Gaga húsruhája az a nyers marhahúsból készített fellépőöltözet, melyet a 2010-es MTV Video Music Awardson Lady Gaga amerikai énekesnő viselt. A média nevezte el húsruhának. A Franc Fernandez által tervezett és Nicola Formichetti által készített ruhadarabot hevesen bírálta több állatok jogaival foglalkozó csoport, míg ezzel szemben a Time magazin 2010 legnagyobb divatszenzációjának nevezte. A sajtó több esetben is megvizsgálta a húsruha ötletének eredetét, többször is összehasonlították a kortárs művészetekben és populáris kultúrában talált hasonló képekkel. Korábban például 2006-ban a Diller Scofidio + Renfro készített már egy húsruhát. Az énekesnő többi öltözékével együtt került eltárolásra, majd 2011-ben a Rock and Roll Hall of Fame múzeumban állították ki, miután állatpreparátoroknak sikerült konzerválniuk egyfajta szárított marhahúsként. Gaga a díjátadót követően elmagyarázta, hogy a ruhával azt akarta kifejezni, hogy az embernek küzdenie kell azért, amiben hisz. Ezen kívül a húsruhával nyilvánította ki ellenszenvét a homoszexuálisokat az Amerikai Egyesült Államok haderejéből kirekesztő, úgynevezett „ne kérdezd, ne mondd” (don't-ask-don't-tell) szabállyal szemben.

## Háttér
Gaga tizenhárom jelölésével a legtöbb jelölést kapó előadó lett a 2010-es MTV Video Music Awards-on. Ő lett az első női előadó, aki két jelölést kapott az „Év videója” kategóriában. A rendezvényen egy Alexander McQueen ruhában jelent meg, később átöltözött egy Giorgio Armani dresszbe, majd végül az est harmadik, és egyben utolsó öltözékeként egy nyers húsból készült ruhát vett magára, hozzá illő szintén húsból készült kalappal, csizmával és táskával. Gaga ebben a ruhában vette át a Bad Romance videóklipjéért járó, az „Év videója” elismerést. A díjat Chertől vehette át, majd viccesen meg is jegyezte: „Sosem gondoltam volna, hogy egyszer meg fogom kérni Chert, hogy fogja meg a hústáskámat.” Gaga a húsruhában jelent meg a gála utáni sajtófotózáson, illetve a The Ellen DeGeneres Showban egy interjú erejéig. Gaga az interjúban elmondta DeGeneresnek a húsruhájának sajátos értelmezését: „Ha nem állunk ki azért, amiben hiszünk, ha nem harcolunk a jogainkért, hamarosan épp annyi jogunk lesz, mint a húsnak a csontjainkon.” Az önmagát vegánnak tartó DeGeneres a következőképpen nyilatkozott az interjút követően: „Most már imádom Lady Gagát, de olyasvalakiként, aki imádja az állatokat, igazán nehéz volt számomra Lady Gaga mellett ülni, miközben ezt az öltözéket viselte. Mégis arra késztetett, hogy feltegyem a kérdést magamnak, hogy mi is a különbség az ő öltözéke és egy bőrből készült öltözék között?”

## Tervezés

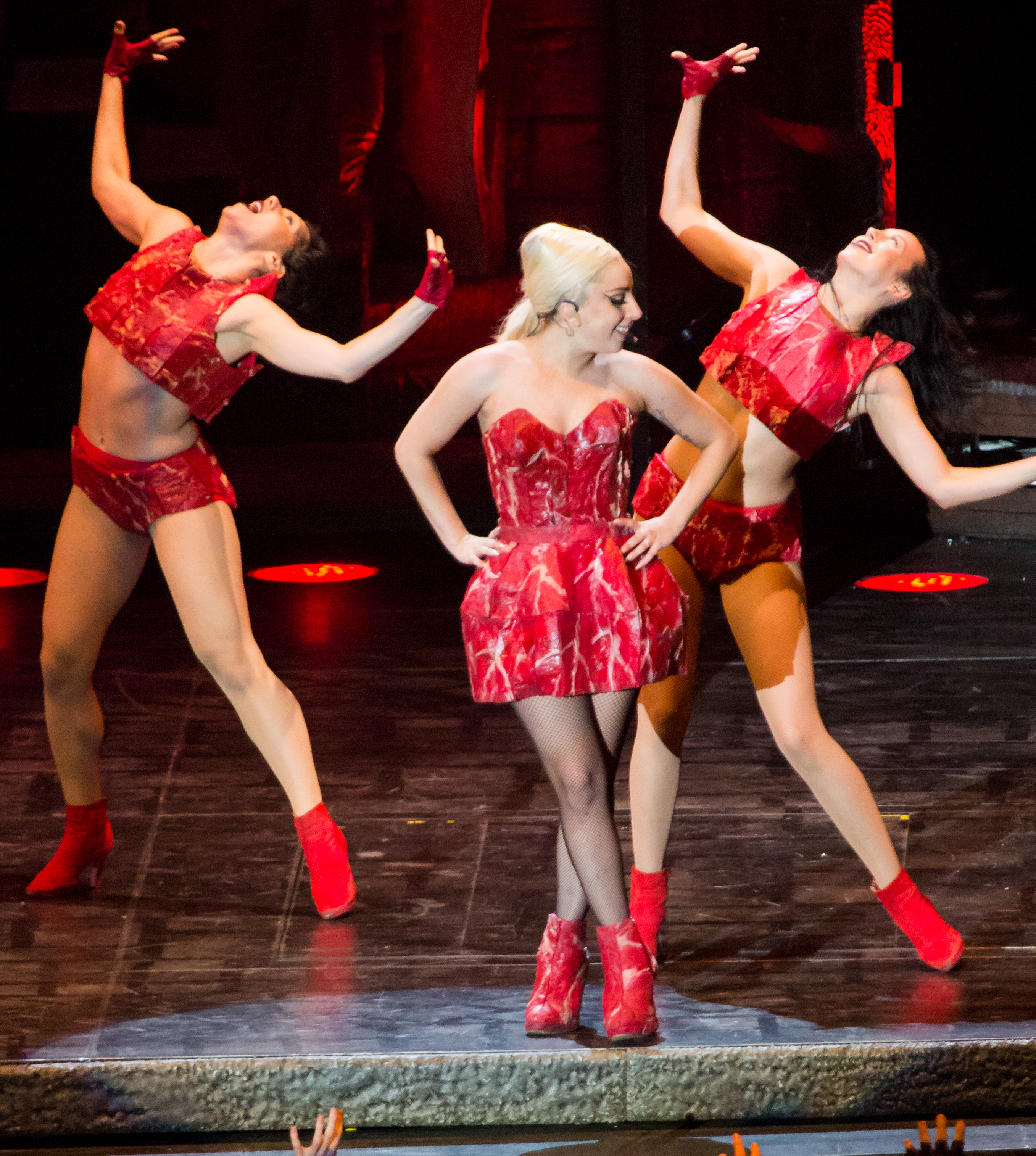
Lady Gaga a Born This Way Ball turnéján a húsruha egy új változatát viselte, amely már nem valódi húsból készült.

Formichetti felvette a kapcsolatot a szintén divattervező és stylist Fernandezzel a ruha előállításának feladatával kapcsolatban. Formichetti foglalkozott a ruha stílusának kialakításával, amelynek a megtervezése egy hetet vett igénybe. A ruha csuklyás nyakú és aszimmetrikus volt. Fernandez maga válogatta ki a darabokat, hogy biztosítsa a dressz jó tartását. A ruha anyagának a marha hasaaljának hússzeleteit választották, a hús maga pedig a férfi családi hentesétől származott. A színfalak mögött kellett Gagára összevarrni a részeket.
Fernandez saját tervezéséről elmondta: „Tudtam, hogy ez a dressz lesz az egyike a Gaga által az est folyamán hordott csodálatos ruhadaraboknak. Jól elkészített volt, és remekül festett rajta mind a kamerák kereszttüzében, s anélkül. Nem volt lehetőségünk ráilleszteni. Egyedül a VMA alatt volt rajta. Csak amikor a monitoron láttam, akkor tudtam igazán, hogy nagyszerű lesz.”
Fernandez egy interjúban számolt be Gaga véleményéről, és elmondása szerint Gaga azt mondta, hogy jó illata volt, mert olyan szaga volt mint a húsnak. A ruha tervezője arról is beszélt, hogy mi történt a ruhával a díjátadót követően: „A többi dresszével együtt elteszik a Gaga Archívumba, gondolom én. Nem fog megmaradni, ez a szépsége, mikor újra előveszik, remélhetőleg csak visszatekintésképpen teszik, hiszen más ruha lesz már. Egyébként tetszik, hogy megváltozik és átalakul valami mássá. Később elmagyarázta, hogy előbb szárított marhahúsként konzerválják és utána kerül tárolásra.
A Rock and Roll Hall of Fame múzeum 6000 dollárt fizetett Sergio Vigilato állatpreparátornak, hogy konzerválja a ruhadarabot. A két televíziós szereplést követően lefagyasztották, ennek ellenére Vigilato felfedezte bomlás nyomait a ruhán, amely a lefagyasztása előtt következhetett be, és a férfi szerint kiolvasztása után bűzleni kezdett. Fehérítővel, formaldehiddel és mosószerrel kezelték, hogy elpusztítsák a baktériumokat, majd konzerválása előtt sötétpirosra festették annak érdekében, hogy ugyanolyan látszatot keltsen, mint amikor Gaga először magára öltötte. Ennek ellenére a konzerválás után számos marhahúsdarabot ki kellett hagyni az átdolgozott öltözetben.
Lady Gaga 2012-es Born This Way Ball című harmadik világ körüli turnéján bemutatta a húsruha egy új változatát. Ez a dressz már nem valódi húsból készült, és az Americano illetve a Poker Face című dalokat adta benne elő.

## Hatása

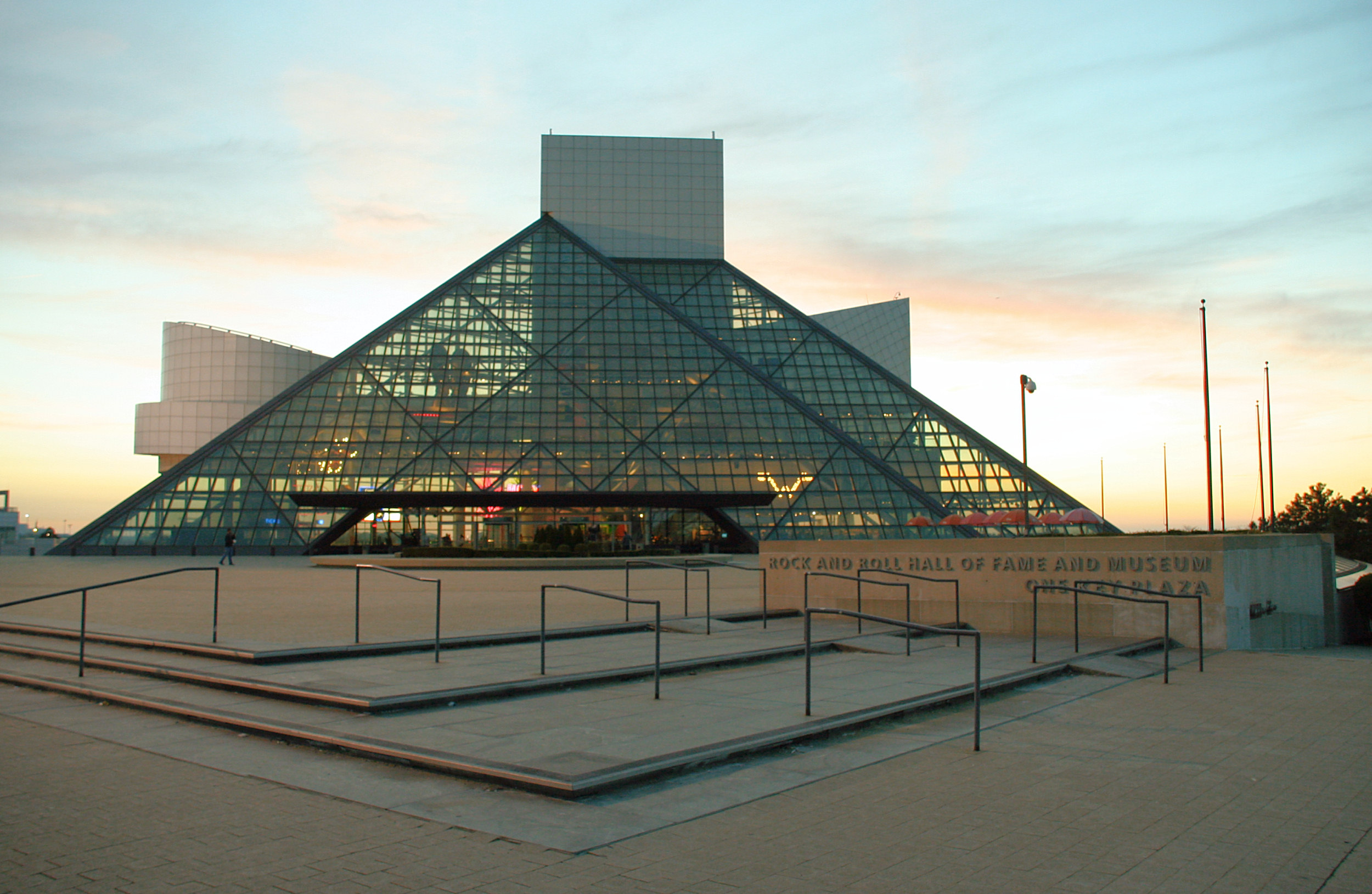
A Rock and Roll Hall of Fame múzeum, ahol 2011-ben kiállították a húsruhát

Gaga korábban egy húsból készült bikinit viselt a Vogue magazin japán változatának borítóján. A húsruhát eredetileg Lady Gaga viselte a 2010-es MTV Video Music Awards gálán az „Év videója” díjának átvétele során. Habár az est során Gaga harmadik ruhaváltása volt, azonnal az este „legbotrányosabb divatpillanatának” nevezték ki.
Fernandez saját bevallása szerint a húsruhának köszönheti a karrierjében történt előrelépését: „Úgy érzem, hogy most már figyelnek a hangomra, mint művész és mint divattervező.” Korábban is készített már Gaga számára ruhadarabokat, többek között a Bad Romance klipjében viselt egyik kosztümöt, amiért az énekesnő elismerést kapott az MTV Music Video Awards-on. Később az énekesnő számára készített egy kalapot, amit az 53. Grammy-díj átadó gálán viselt.
2010-ben Halloweenkor a húsruha újragondolásai nagyon népszerűek voltak New Yorkban, míg 2011-ben a Cumbria Egyetem hallgatóinak egy csoportja újra elkészítette a dresszt egy helyi hentes segítségével. 2011-ben az öltözék a Rock and Roll Hall of Fame múzeumban került kiállításra a „Women Who Rock: Vision, Passion, Power” elnevezésű kiállítás részeként. 2019-től kezdődően a ruha nyilvánosan is megtekinthető Las Vegasban, a Park MGM kaszinó épületében található Haus of Gaga múzeumban, Gaga ottani rezidenciafellépéseivel egy időben.
A MyCelebrityFashion.co.uk weboldal szavazása alapján a húsruha lett 2010 legikonikusabb öltözéke, legyőzve Kate Middleton eljegyzési ruháját, amit a második helyre soroltak. 2010-es visszatekintésében a Time magazin 2010 legnagyobb divatszenzációjának nevezte a húsruhát.
Mikor “Weird Al” Yankovic Perform This Way című dalában kiparodizálta Gaga Born This Way-ét, dalszövegében utalt a húsruhára („I strap prime rib to my feet / Cover myself with raw meat / I'll bet you've never seen a skirt steak worn this way”), és egyik táncosa is hasonló öltözéket viselt a videóklipben.
A Simpson család Lisa Gaga című epizódjában volt egy jelenet, ahol Lady Gaga a húsruhát viselte. Homer Simpson megsütötte a hús egy részét (miközben a ruha még mindig az énekesnőn volt), majd falatozott belőle.

## Fogadtatás
A VMA-t követően a médiában többen megkísérelték kielemezni a dressz jelentését. A BBC News számos elképzelést fogalmazott meg, így az antidivattól, a feminizmuson, illetve az öregedésen és a hanyatláson keresztül egészen a társadalom hússal szembeni viselkedéséig terjedtek a javaslatok. „Az emberek gyakran nem akarják, hogy a hús úgy nézzen ki, mintha hús lenne. Azt akarják, hogy a szupermarketben ízlésesen műanyagba csomagolják.” A PETA elítélte a húsruhát, közleményükben a következőket fogalmazták meg: „Halott tehenek darabjaiból készült ruhának a viselése, épp elég offenzív a megjegyzéshez, de valakinek bele kéne suttognia a fülébe, hogy több ember dühös a mészárlás miatt, mint ahányat lenyűgözött.” A Vegetáriánus Társaság szintén elítélte a dresszt, és ők is közleményt jelentettek meg az esettel kapcsolatban: „Nem számít, milyen gyönyörűen van bemutatva, egy megkínzott állat húsa, az egy megkínzott állat húsa. Elég állat hal meg ételért, és nem kéne őket ilyen attrakciók kedvéért leölni.”
Az eredetisége miatt is a viták kereszttüzébe került a húsruha. A művész- és divatsajtó több képviselője is hasonlóságot vélt felfedezni Jana Sterbak kanadai szobrász 1987-es Vanitas, húsruha egy albínó anorexiásnak című művében található húsruhához, ami 1991-ben a Kanadai Nemzeti Galériában való bemutatásakor szintén jelentős vitát szított.
A médiában néhány forrás szerint az öltözék vegán ellenesként is értelmezhető. Morrissey vegetáriánus énekes úgy vélte, hogy a ruha elfogadható mindaddig, amíg egy szociális vagy politikai kinyilatkoztatás, és nem pedig csak egy „bolond ötlet”. Rámutatott arra is, hogy Linder Sterling előadóművész korábban 1982-ben már viselt egy húsruhát, hogy tiltakozzon az ellen, miszerint szerinte a férfiak a nőkre csak húsként tekintenek. Ellen DeGeneres a talk show-jában egy zöldségekből készült bikiniben köszöntötte Gagát, mikor az énekesnő vendégszerepelt műsorában. Gaga ekkor válaszolt a húsruhát övező vitákra: „... számos értelmezése van. Számomra ezen az estén az, hogy ha nem állunk ki azért, amiben hiszünk, és nem harcolunk a jogainkért, akkor hamarosan annyi jogunk lesz, mint a húsnak a csontjainkon. És én nem csak egy húsdarab vagyok.” Magyarázatában később megosztotta a közönséggel, hogy a húsruhát használta arra is, hogy kihangsúlyozza ellenszenvét az amerikai homoszexuális katonákat a hadseregből kirekesztő úgynevezett „ne kérdezd, ne mondd” (don't-ask-don't-tell) szabállyal szemben.
Karen Rosenberg a The New York Times-tól Francis Bacon 1952-es fotósorozatához hasonlította a húsruhát, ahol törzsének mindkét oldalához egyfajta szárnyként, marhahús volt ragasztva. A The Daily Telegraph a The Beatles 1966-os Yesterday and Today című albumának borítójához hasonlította a dresszt, de hasonlóságot vélt felfedezni a The Undertones 1983-as All Wrapped Up című lemezének borítójával is, amelyen egy női modell testéhez folpack segítségével húsdarabokat (főleg szalonnát) erősítettek, illetve egy hosszú kesztyűt és kolbász nyakláncot viselt.

## Fordítás
- Ez a szócikk részben vagy egészben  a   Meat dress of Lady Gaga című angol Wikipédia-szócikk ezen változatának fordításán alapul.  Az eredeti cikk szerkesztőit annak laptörténete sorolja fel. Ez a jelzés csupán a megfogalmazás eredetét és a szerzői jogokat jelzi, nem szolgál a cikkben szereplő információk forrásmegjelöléseként.